# اولین کاوفر
اولین کاوفر (آلمانی: Evelin Kaufer؛ زادهٔ ۲۲ فوریهٔ ۱۹۵۳) دونده سرعت زن اهل آلمان است.